# Kawah-Kamojang
Kawah-Kamojang je geotermální pole na indonéském ostrově Jáva, asi 7 km severozápadně od vulkánu Guntur. Tvoří ho fumaroly, bahenní sopky, termální prameny a termální jezírka. Místní horniny vykazují známky silné hydrotermální metamorfózy. Pole se nachází ve starší, pleistocenní kaldeře Pangkalan. Ta spolu s dalšími neaktivními stratovulkány (Gunung Rakutak, Ciharus, Pangkalan, Gandapura, Gunung Masigit a Gunung Guntur) vytváří sopečný řetězec, situovaný v linii jihozápad–severovýchod, přičemž jejich stáří se směrem na severovýchod snižuje.

## Využívání geotermální energie

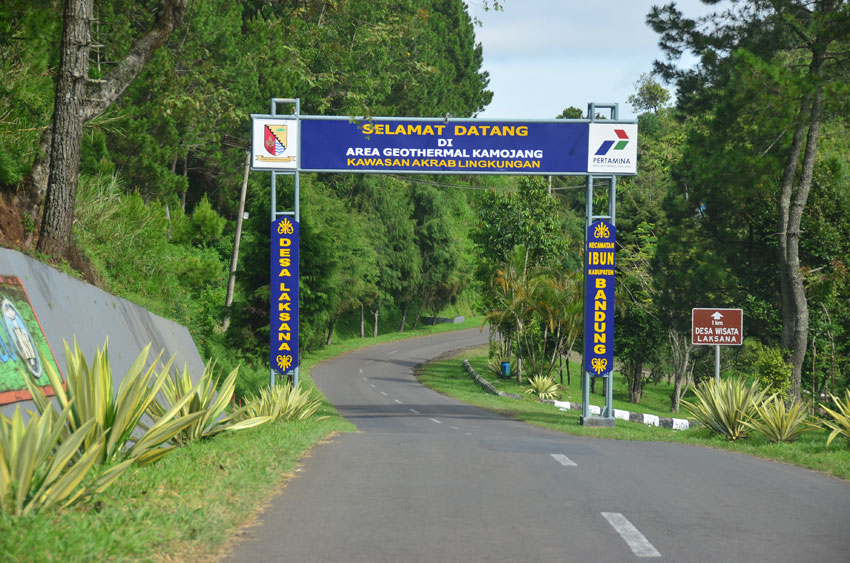
Vstup do geotermálního areálu

Snahy o využití geotermální energie sahají až do začátku 20. století. První vrty byly provedeny roku 1926 nizozemskou koloniální vládou. Současné geotermální pole leží na úbočí hory Guntur, asi 7 km západně od jejího vrcholu. Nacházejí se zde geotermální elektrárny s celkovou kapacitou přes 200 MW. Ty jsou vlastněny a provozovány společností PT Indonesia Power.